# Лалио
Лалио (итал. Lallio) је насеље у Италији у округу Бергамо, региону Ломбардија.
Према процени из 2011. у насељу је живело 4124 становника. Насеље се налази на надморској висини од 212 м.

## Становништво
| 1936. | 1951. | 1961. | 1971. | 1981. | 1991. | 2001. | 2011. |
| ----- | ----- | ----- | ----- | ----- | ----- | ----- | ----- |
| 894   | 932   | 1.103 | 1.826 | 2.182 | 2.773 | 3.832 | 4.124 |